# Pour l'honneur de ma fille
Pour plus de détails, voir Fiche technique et Distribution.
Pour l'honneur de ma fille (Sexting in Suburbia) est un téléfilm américain réalisé par John Stimpson inspiré de 13 Reasons Why, diffusé le 14 janvier 2012 sur Lifetime.

## Synopsis
Une jeune lycéenne subissant des moqueries de ses camarades, à la suite de la diffusion d'une photo compromettante, se suicide. Sa mère va alors chercher à comprendre les raisons exactes de son suicide en cherchant qui a pu diffuser cette photo.

## Fiche technique
- Titre original : Sexting in Suburbia
- Réalisation : John Stimpson
- Scénario : John Stimpson et Marcy Holland
- Photographie : Brian Crane
- Musique : Ed Grenga
- Pays : États-Unis
- Durée : 90 minutes

## Distribution
- Liz Vassey (VF : Nathalie Bienaimé) : Rachel Van Cleve
- Jenn Proske (VF : Marie Tirmont) : Dina Van Cleve
- Ryan Kelley (VF : Donald Reignoux) : Mark Carey
- Kelli Goss (en) (VF : Kelly Marot) : Skylar Reid
- Rachel Delante (VF : Claire Baradat) : Claire Stevens
- Judith Hoag (VF : Ivana Coppola) : Patricia Reid
- Roy Souza (VF : Laurent Larcher) : Officier Steele
- Ken Cheeseman (en) : Byron
- Celeste Oliva : Cathy
- Adjovi Koene : Valerie